# La Nacional (Costa Rica)
La Nacional (anteriormente Radio Nacional, luego SINART Costa Rica Radio) es una emisora de radio costarricense, propiedad de SINART Costa Rica Medios.
El 25 de abril de 1978, comenzaron las transmisiones de Radio Nacional. Fue parte del Departamento de Radio del Ministerio de Cultura, Juventud y Deportes de Costa Rica.
En la actualidad es una emisora que cuenta con una programación generalista.